# Nassulopsidae
Nassulopsida
Ordre
Famille
Les Nassulopsidae sont une famille de Ciliés de la classe des Nassophorea et de l’ordre des Synhymeniida, ou bien uniques représentants de l'ordre des Nassulopsida.

## Étymologie
Le nom de la famille vient du genre type Nassulopsis, composé du préfixe nassul-, par allusion au genre Nassula (genre type de la famille des Nassulidae), et du suffixe latin -opsis « semblable à », littéralement « semblable à un Nassula ».

## Description
Les Nassulopsidae ont une taille moyenne (80 à 200 μm) à grande (> 200 μm) ; une forme allongée et à symétrie radiale. Ils nagent librement dans leur milieu de vie. Leur ciliation somatique est holotriche (c. à d. uniforme) avec une suture polaire antérieure séparée de la région buccale et du « synhyménium » (membrane ou frange située sous la bouche). Ce dernier s'étend presque complètement autour de la circonférence du corps, juste en dessous du niveau de l'appareil cytostome-cytopharyngien. Leur cytostome se situe dans 1/4 antérieur du corps. Leur macronoyau est globuleux à ellipsoïde. Un micronoyau est présent. La vacuole contractile est située sur le milieu de la face ventrale. Ils se nourrissent de microalgues (notamment de diatomées) et de cyanobactéries.

## Habitat
Les Nassulopsidae vivent dans des habitats marins, d'eau douce et parfois terrestres.

## Liste des genres
Selon GBIF (26 juillet 2023) :
- Nassulopsis Fauré-Fremiet, 1959
  - Genre synonyme : Enneameron Jankowski, 1964
  - Espèce type : Nassulopsis elegans (Ehrenberg, 1833) Foissner, Berger & Kohmann, 1994
  - Espèce synonyme : Nassula elegans Ehrenberg, 1833

Selon Lynn (2008) :
- Beersena Jankowski, 1989 (remplace le genre Phasmatopsis Deroux, 1978)
- Nassulopsis Foissner, Berger, & Kohmann, 1994

## Systématique
Le nom valide de cette famille est Nassulopsidae Deroux in Corliss, 1979 ; celui de l'ordre est Nassulopsida Deroux in de Puytorac et al., 1993. D'autres sources,, placent la famille dans l'ordre des Synhymeniida.